# Шчепович, Стефан
Сте́фан Шче́пович (серб. Стефан Шћеповић; 10 января 1990, Белград, Югославия) — сербский футболист, нападающий таиландского клуба «Муангтонг Юнайтед». Выступал в сборной Сербии.

## Карьера

### Клубная
Дебютировал во взрослом футболе в клубе ОФК (Белград) 19 апреля 2008 года в матче 26-го тура Суперлиги Сербии. ОФК на своём поле одержал победу над клубом «Смедерево» со счётом 2:1.

### В сборной
За сборную Сербии дебютировал 29 февраля 2012 года в товарищеском матче против Кипра. Игра завершилась вничью 0:0.
15 октября 2013 года забил гол в домашнем матче против сборной Македонии. Сербия победила со счётом 5:1. Игра проходила в рамках отборочного этапа к Чемпионату мира 2014.

## Достижения
«Селтик»
- Чемпион Шотландии: 2014/15
- Обладатель Кубка шотландской лиги: 2014/15[4]